# Henrique de Schweinfurt
Henrique de Schweinfurt (c. 970 - 18 de setembro de 1017) foi marquês de Nordegóvia de 994 até 1004, foi chamado de a "glória do leste da Francônia" por seu próprio primo, o bispo de Merseburgo e cronista, Dietmar de Merseburgo.

## Relações familiares
Henrique foi filho de Bertoldo de Schweinfurt (c. 915 - 15 de janeiro de 980) e Eilica de Walbeck. Relativamente à filiação de seu pai, e embora não haja 100% de certeza, este usualmente é dado como sendo filho de Arnulfo I da Baviera (898 - 937) e de Judite de Friul. 
Casou em 1009 com Gerberga de Heneberga (968 - 1036), filha de Otão de Heneberga, de quem teve:
1. Judite de Schweinfurt (c. 1000 - 1058) casada com Bretislau I da Boémia.
2. Eilica de Schweinfurt (c. 995 -?) casada com Bernardo II da Saxónia.
3. Burcardo I da Suábia (c. 1005 - 18 de outubro de 1059)
4. Otão III da Suábia (c. 995 - 28 de setembro de 1057), casou com Ermengarda de Turim (1036 - 1078), filha de Ulrico Manfredo de Turim.